# Stanowice (Świdnica, Baja Silesia)
Stanowice (alemán: Stanowitz) es una localidad del distrito de Świdnica, en el voivodato de Baja Silesia (Polonia). Se encuentra en el suroeste del país, dentro del término municipal de Strzegom, a unos 4 km al sudeste de la localidad homónima y sede del gobierno municipal, a unos 11 al norte de Świdnica, la capital del distrito, y a unos 52 al suroeste de Breslavia, la capital del voivodato. Stanowice perteneció a Alemania hasta 1945.
- Datos: Q7600158
- Multimedia: Stanowice, powiat świdnicki / Q7600158